# Overwatch
Az Overwatch egy a Blizzard Entertainment által fejlesztett és kiadott többjátékos, csapat-orientált belső-nézetes lövöldözős videójáték. A játékot a 2014-es BlizzConon jelentették be, és 2016. május 24-én került kiadásra. Bejelentették továbbá, hogy a 2021-es évben kiadják az Overwatch 2-t, ami egy átformált hősőkkel játszódó, PvE játék lesz, ahol a képességeket személyre lehet szabni. Az Overwatch 2-ben bejövő új hősök mind bekerülnek majd az eredeti Overwatchba is

## Történet
Az Overwatch története egy alternatív Földön játszódik. 2016-ban az Omnica Corporation nevezetű globális iparvállalat létrehozza az önfejlesztő robotokat, az omniceket, de csalás miatt végül a világ több pontján felépült gyárait lekapcsolták. 30 évvel később egy kiterjedt vírusfertőzés hatására a gyárak önmaguktól újraindultak, és elkezdtek harci omniceket előállítani, akik aztán az emberiség ellen fordultak. Ez vezetett az Omnic Crisis-hez (Omnic krízis). A háború során tucatnyi ország próbált egyedül helytállni az omnicek által korábban felállított hadseregeivel szemben, sikertelenül. Végül az ENSZ úgy döntött, hogy létrehoz egy elit csapásmérő egységet, ez lett az Overwatch. Az új egység hatékonyan vette fel a harcot az omnicek ellen a világ bármely pontján, és bár végül megnyerve a háborút elhozta a békét az emberiség számára, két legjelentősebb tagja, a vezető Jack Morrison és a másodtiszt (és Morrison barátja) Gabriel Reyes között komoly ellentét kezdett kibontakozni.
A háború után Morrison átszervezte az egységet, Gabriel pedig egy titkos alegység, a Blackwatch vezetője lett. A béke beköszöntével az Overwatch tagjait hősökként tisztelték, mely egyfajta globális békefenntartó erővé vált, komoly kutatásokba kezdett, soraiba pedig felvette a legtehetségesebb katonákat, kutatókat és orvosokat. Ám hamarosan fény derült a Blackwatch sötét, korrupt, emberi jogokat eltipró üzelmeire, ezért az Overwatch-on belül hatalmi harc bontakozott ki az egyre népszerűtlenebbé váló egység teljes irányításáért. Ennek tetőfoka az egység svájci főhadiszállásán történt nyílt konfliktus lett, ahol egy ismeretlen eredetű robbanás során állítólagosan életét vesztette Morrison és Gabriel egyaránt. Ezután az Overwatch nemzetközi megítélése rohamosan romlani kezdett, és a korábban ünnepelt egység legjobb tagjai elhagyták azt, majd illegalitásba kényszerültek. Az Overwatch korábbi tagjai közül sokan továbbra segítették az embereket szerte a világon, de tették ezt egymaguk, hiszen az ENSZ az egység további bevetéseit büntetendőnek nyilvánította, majd feloszlatta azt.
Évekkel később egy rejtélyes személy, Soldier: 76 az Overwatch összeomlásának valódi okait kereste, miközben annak hátramaradt létesítményeit őrizte, illetve fellépett a háttérben megbújó pénzügyi intézményekkel és egyéb társaságokkal szemben, emiatt pedig nemzetközi körözés alá került. Ugyanakkor egy másik ugyancsak titokzatos illető, Reaper azt a célt tűzte ki maga elé, hogy módszeresen felkutatja és megöli az Overwatch korábbi tagjait. A könyörtelen zsoldos ezért megalapította a Talon nevezetű terroristaszervezetet, amely szerte a világon merényletekkel terrorizálta az ártatlanokat. Bár valós céljaik ismeretlenek, a terroristák egyik lehetséges célkitűzése az emberek és az omnic-ek közötti újabb háború kirobbantása lehet, aminek kiindulópontja a két létforma közötti harmonikus együttélést hirdető népszerű omnic, Tekhartha Mondatta elleni merénylet volt. A támadás során az omnic "meghalt", nem hivatalosan ez vezetett a most folyó Second Omnic Crisis-hez (Második omnic krízis). A világon ismét eluralkodni látszott a káosz és pusztulás, ezért az Overwatch egyik illegalitásba vonult tagja, Winston az egység egyik állomáshelyéről -a tiltó egyezményt megszegve- visszahívta az összes elérthető tagot, akik újra együtt szállhattak szembe a világban történő igazságtalanságokkal szemben.
Megjegyzés: Természetesen az egyes hősök háttértörténete nem befolyásolja a csapatok összeállítását. Kettő vagy több, a háttértörténetük szerint akár egymás ősellenségei is játszhatnak egy csapatban, mert tényleges (játékmeneti) hatással ez nincs rájuk, pusztán megjegyzéseikkel emlékeztethetik egymást vélt vagy valós sérelmeikre.

## Játékmenet
Az Overwatch egy kifejezetten csapat-alapú FPS, ahol a pályákon 2 csapat 6-6 játékosa mérkőzik meg a másik csapattal. A meccsek alatt a játékos által elért gyilkosságokat, asszisztálásokat és gyógyításokat a rendszer a meccs végén – a közvetlen tapasztalati pontok (experience point) mellett – bronz (bronze), ezüst (silver) és arany (gold) medálokkal is jutalmazhatja, amelyek további tapasztalati pontokat jelentenek. Amikor pedig a játékos elér egy bizonyos mennyiségű tapasztalati pontot, szintet lép, amely nemcsak játékbeli tapasztalatát szimbolizálja, hanem egyes játékmódok eléréséhez is szükséges, illetve jutalmul egy zsákmánydobozt is kap (lásd: "Játékon belüli jutalmazás" fejezet).

### Szerepkörök
A játékos tucatnyi hős (hero) közül választhat, amelyek mind egyedi képességgel (ability), és előre meghatározott szerepkörrel (role) rendelkeznek, továbbá egy három csillagos skálával jelképezett nehézséggel, amely az adott hőssel való játék nehézségét mutatja. Minden hős rendelkezik minimum egy "végső" (ultimate) képességgel, amelyek nagyban befolyásolhatják a csaták kimenetelét, de nem érhető el a meccs kezdése után azonnal, hanem százalékos alapú feltöltés alatt áll. A végső képesség önmagától csak nagyon lassan éri el a 100%-ot, de a sebzésokozás, sebzés befogás, illetve képesség alapú gyógyítás során sokkal gyorsabban is feltöltődhet. Mivel nem érhető el azonnal, ezért a tapasztalt játékosok csak kritikus helyzetekben (például az ellenséges csapat több tagja által használt végső képesség kivédésére, lejáró idő, stb) használják fel.
A hősök az alábbi 3 szerepkörbe lettek kategorizálva;
- Tank –(Támadók) A tank hősök rendelkeznek a legtöbb életerővel, fizikai méretük és képességeik pedig leginkább a többi nem-tank csapattárs elleni sebzés befogására, elhárítására szolgál. Végső képességeik is inkább a csapat támogatását szolgálja.
- Damage (Sebzők) – Ezek a hősök két részre bonthatók; egy részük rendelkezik a legnagyobb sebzéssel, végső képességükkel pedig jó időzítéssel akár az ellenséges csapat összes tagjával is végezhetnek, míg a másik eredményesen védelmezhetik az objektumokat és területeket, illetve tarthatják sakkba a csomópontok (chokepoint) figyelésével az ellenséget, viszont mindkettőnek kevés életereje (health point) van.
- Support (Támogatók) – A támogató hősök képesek egy vagy több csapattárs egyidejű gyógyítására és felerősítésére (buff). Ők is kevés életerővel rendelkeznek, ezért lehetőleg távol kell maradniuk a közvetlen harcoktól, és fedezniük a többieket.

Egy ideális csapat minimum 1-1 tankból és támogatóból áll, de ez függ a pálya típusától, felépítésétől és célkitűzéseitől is. Gyakran előfordulhat, hogy két tank, vagy 4 sebző hősre van szükség, illetve egyes hősök képesek egy másik szerepkörben is jól szerepelni. Majdnem minden hős fegyverzete tárújratöltéssel rendelkezik, ezért képesek a gyors közelharcra (quick melee) is, amellyel a súlyosan sérült ellenséget közvetlen közelről megüthetik, de ezzel egységesen 30 életerőpontot sebezhetnek. Egyes hősök az életerő mellett rendelkeznek páncéllal (armor) vagy pajzzsal (shield) is; előbbi csökkenti a elszenvedett sérülés erejét, utóbbi pedig magától is visszatöltődik.

### Pálya típusok
A pályák döntő többsége célokkal (objective) rendelkezik, és típusa határozza meg annak sikeres teljesítésének követelményeit, továbbá létező helyszínekről (például London, Egyiptom, Japán, stb) lettek mintázva. Minden pályán előre meghatározott helyen találhatóak kisebb-nagyobb gyógyítást nyújtó "gyógycsomagok" (health pack), amelyek egy idő után újratöltődnek.
Az alábbi pályatípusok érhetőek el;
- Assault (Ostrom) – Meghatározott időn belül az egyik csapatnak el kell foglalnia egy célterületet, a másiknak pedig ezt kell megakadályoznia, egészen az idő lejártáig.
- Control (Irányítás) – Mindkét csapatnak az a célja, hogy elfoglaljon egy célterületet, és addig tartsa meg, amíg a számláló el nem éri a 100%-ot. Ez a mód fordulókból áll, tehát ha egy meccs alatt a második forduló döntetlenül végződik, a harmadik fogja eldönteni a győzelmet.
- Escort (Kíséret) – Meghatározott időn belül az egyik csapatnak el kell kísérnie egy payload-nak nevezett járművet kettő vagy több csomópontig (checkpoint), majd a delivery point-nak nevezett célállomásig, a másiknak pedig ezt kell megakadályoznia, egészen az idő lejártáig.
- Hybrid (Hibrid) – Az Assault és az Escort keveréke; meghatározott időn belül az egyik csapatnak el kell foglalnia egy célterületet, majd az onnan kiinduló payload-ot kell kettő vagy több csomópontig elkísérnie egészen a célállomásig, a másiknak pedig ezt kell megakadályoznia, egészen az idő lejártáig.

A meccs kezdete előtt minden pálya mindkét csapata egy előre meghatározott "újraéledő szobából" (spawn room) indulnak. A Control kivételével viszont minden más típusú pályán a meccs kezdése előtt a támadó fél ott is marad, a védekező viszont szabadon bejárhatja az egész pályát, így időt nyerve a védelem kiépítésére. Az újraéledő szoba nemcsak az "újraéledés" (spawning) helyszíneként szolgál, hanem automatikusan, szinte azonnal feltölti a bent tartózkodó hősök életerejét, páncélját és pajzsát, továbbá a játékos csak itt válthat át másik hősre. Ha egy hős meghal, 10 másodperc múlva újraéled az említett szobában, továbbá nem juthat be az ellenséges csapat egyetlen tagjai sem a másik fél ilyen területére, a bent lévők pedig teljesen sérthetetlenné vállnak minden sérüléssel szemben. Bizonyos pályatípusoknál a támadó fél számára újabb ilyen szobák érhetőek el, ha sikerül elfoglalnia egy célterületet avagy elkísérnie egy csomópontig egy járművet, így a csapattagok az újraéledést követően gyorsabban odaérhetnek a célpontjukhoz.

### Játékmódok
Az Overwatchban két típusú játékmód van; a mesterséges intelligencia (M.I.) és más játékosokkal szemben. Utóbbi esetben van lehetőség normál, illetve rangsorolt meccsek elindítására is, viszont pár módtól eltekintve egyikben se választhatja két vagy több játékos ugyanazt a hőst. Értelemszerűen a gép elleni játék kevesebb tapasztalati pontot jelent, ezért kezdő játékosoknak ajánlott, hogy kiismerjék a játékmechanikát és a szerepkörök használatát.
- Play (Játék)
  - Quick Play ("Gyors játék") – Ebben a módban a játékos szintjéhez, illetve statisztikai eredményeihez igazodva hozz össze a rendszer más játékosokkal, véletlenszerű pályatípusú és pályájú meccsekhez.
  - Arcade ("Arkád") – Egyedi játékmód, ahol heti limittel ugyan, de minden harmadik győzelemmel egy zsákmány dobozt szerezhet a játékos. Több további mód érhető el benne, amelyek napi szinten változnak;
    - All Brawls! ("Minden verekedés!") (A játékmódot 2018 végén kivették a játékból) – A fentebb említett módhoz hasonló, de itt véletlenszerű "verekedés", azaz játékmódosítás áll elő; például mindenki egy bizonyos hőssel, hőstípussal vagy szerepkörben lehet.
    - Capture the Flag ("Szerezd meg a zászlót") – Ebben a módban 2 teljes csapat versenyzik azért, hogy megszerezze a másik "bázisán" lévő zászlót, majd azt elvigye a saját zászlójukhoz. Az a csapat győz, amely előbb visz el három ellenséges zászlót illetve az időlimit lejárta előtt a legtöbbet. Döntetlen helyzetben nincs győztes.
    - Deathmatch ("Öldöklés") – Ebben a módban nincsenek csapatok, így tehát mindenki mindenki ellen harcol. Az győz, aki először éri el a 20 gyilkosságot (kill).
      - Team Deathmatch ("Csapatos öldöklés") – Ugyanaz, mint a fenti játékmód, csak két csapat harcol egymás ellen. Az a csapat győz, amelyik először eléri a 30 gyilkosságot.

    - Elimination (Kiesés) – Ebben a módban 2 csapat háromfős tagjai csapnak össze, és az a csapat győz, aki háromszor legyőzi a másikat. Lehet választani hősöket, de nincs újraéledés, és nincsenek gyógycsomagok sem
      - Lockout Elimination ("Kizárásos kiesés") – Ugyanaz, mint a fenti játékmód, csak a győztes csapat a következő körben már nem használhatja ugyanazt a hős függetlenül attól, hogy melyik játékos játszott vele.
      - 6v6 Lockout Elimination ("Hat a hat elleni kizárásos kiesés") – Ugyanaz, mint a fenti játékmód, csak a kétszer annyi a résztvevő.

    - Low Gravity (Gyenge gravitáció) – Hagyományos játékmód, ahol a hősökre ható gravitáció jelentősen lecsökkent, így nagy távolságokat tehetnek ugrálással. Bizonyos hősök különösen hatékonyak lehetnek ebben a módban.
    - Mystery Heroes ("Misztikus hősök") – A Quick Play-hez hasonlóan véletlenszerű pályákon folynak maximális létszámú meccsek, de a kezdés és az újraéledést követően minden játékos más hőssel lesz. A hősök gépi kiválasztása során nincs limit, így előfordulhat, hogy egy bizonyos hőst kettő vagy több játékos is megkap, cserébe ha a játékos a meccs alatti újraéledés során ugyanazt a hőst kapja, mint amivel előzőleg volt, a végső képességének feltöltése is újraindul.
    - No Limits ("Nincs limit") – A fentebb említett módhoz hasonlóan ebben a módban is bármennyi játékos választhatja ugyanazt a hőst, viszont ezt szabadon tehetik és elhalálozás során is megmarad a kiválasztott hős.
    - Total Mayhem ("Totális csonkítás") – Minden hős dupla életerővel rendelkezik, képességeik újratöltése a negyedére van csökkentve, végső képességeik pedig 50%-kal gyorsabban töltődnek fel. Csak a Kíséret és a Hibrid típusú pályák érhetőek el.
    - Speciális és szezonális játékmódok – Az új térképeket vagy hősöket bevezetésükkor gyakran új módokkal próbálják megismertetni a játékosbázissal. A szezonális játékmódok pedig csak az év előre meghatározott idején érhetőek el.

  - Game Browser ("Játékböngésző") – Ez a játékosok által készített, egyedi beállítású meccseket listázza ki. A játékos maga határozza meg a játékmódot, a pályát, a szabályokat, a célokat és a hősöket.
  - Competitive Play ("Kompetitív játék") – Ez a rangsorolt játék, amely csak akkor érhető el, ha a játékos eléri a 25. szintet és lejátszik 10 helyezési meccset. Szezonokra van felosztva, több tucatnyi rang érhető el (bronz, ezüst, arany, stb), és minél magasabb rangon áll a játékos, annál több, ú.n. "kompetitív pontot" (competitive point) szerezhet, amelyből a hősök fegyvereinek (vagy fegyverzeteinek) aranyszínű verzióit lehet megvásárolni (lásd: "Játékon belüli jutalmazás" fejezet). A rangsorolt játékban a meccsek több fordulóból állnak, és az egyes célok megszerzésével is ilyen pontokat lehet gyűjteni.
  - Vs AI ("M.I. ellen") – Ebben a játékmódban a játékosok egy gépi csapattal mérkőznek meg. A gép nehézsége beállítható; könnyű (easy) fokozaton szinte hagyja magát megöletni, és minimális csapatmunkát gyakorol. Közepes (medium) fokozaton már vissza-visszalő és valamivel összetettebb csapatmunkát végez. Nehéz (hard) fokozaton viszont precíz csapatmunkát végez és szinte tökéletes fegyverpontosságot kap.
- Training (Gyakorlat)
  - Tutorial ("Oktatás") – Egy előre meghatározott pályán a játék bemutatja és egy kicsit gyakoroltatja a legalapvetőbb funkciókat (mozgás, fegyver- és képességhasználat, célfoglalás). A hozzá rendelt hős minden esetben Soldier: 76.
  - Practice Range ("Próbapálya") – Egy előre meghatározott pályán a játékos által kiválasztott hőssel lehet gyakorolni annak képességeinek helyes használatát.
  - Practice vs. AI ("Próba a M.I. ellen") – Egy csapat játékos egy véletlenszerűen kiválasztott pályán csap össze a közepes nehézségű gép ellen.

## Játékon belüli jutalmazás
Az Overwatch tucatnyi jutalommal rendelkezik, amelyek döntő többsége bizonyos hősökhöz lett rendelve. Ezeket a jutalmakat döntően a szintlépésekkel járó, illetve a beépített mikrotranzakcióval valódi pénzből megvásárolt ún. loot box-okból ("zsákmánydoboz") lehet megszerezni.
Az alábbi jutalomtípusok érhetőek el;
- Credit (Kredit) – A játék virtuális pénze, amelyet közvetlenül nem lehet megvásárolni. Belőle lehet -a játékosikonokat és fegyver-külsőket leszámítva- minden további más jutalmat megvenni.
- Player Icons (Játékosikonok) – A játékos profilképe, amit a Career Profile ("Karrier profil) menüjében választhat ki.
- Sprays – A spray a meccs alatt használható grafikai apróság. Bizonyos gombbal lehet elérni, hogy a kiválasztott mintát az arra alkalmas terepfelületre (falra, mozdulatlan tárgyakra, stb) ráfesse. A festett minta ezután csak a meccs vége vagy a játékos kilépése után, illetve másik hősre való átváltáskor tűnik el.
- Voice Lines ("Hangbetétek") – Meccs közben a voice line paranccsal a kiválasztott hangbetétet "mondja el" a hős.
- Victory Poses ("Győzelmi pózok") – Ha győz a csapat, a csoportképen a hős a kiválasztott pózban fog megjelenni.
- Highlight Intros ("Kiemelt mozzanat videóbetétek") – A meccsek utáni highlights menüben, illetve Play of the Game (lásd lentebb) alatt a hős kiválasztott rövid filmbetétje.
- Emotes (Érzelmek) – Meccs közben az emote paranccsal a kiválasztott mozgásanimációt játssza el a hős. Mivel nem lehet megszakítani, ezért a csata közben nem tanácsos használni.
- Skins ("Fazonok") – Meccs közben, győzelmi csoportképen, rövid filmbetétekben, és a játék főmenüjében a hős a kiválasztott új színezetű, vagy akár más tematikájú verziójában jelenik meg.
- Weapons ("Fegyverek") – Meccs közben, győzelmi csoportképen, rövid filmbetétekben, és a játék főmenüjében a hős a fegyverzetének kiválasztott színezetű verzióját használja. Mindeddig ez az egyetlen jutalomtípus, amelyet nem kreditből, hanem kompetitív pontból lehet megvásárolni.

A jutalomtípusok további minőségbeli csoportokra vannak osztva (előfordulásuk szerinti csökkenő sorrendben); a fehér betűszín a normál, ez kerül a legkevesebb kreditbe, a kék betűszín a ritka (rare), a lila betűszínű az "epikus (epic), a narancssárga betűszínű pedig a "legendás" (legendary), amely a lehető legdrágább, és gyakran szezonális eseményekhez kötődnek. Egy zsákmánydobozból 4 véletlenszerű jutalomtárgy szerezhető meg, a duplikációkat (tehát azokat, amelyekkel már rendelkezik a játékos) pedig -annak típusát és minőségét figyelembe véve- automatikusan kreditté alakítja át a rendszer. Szezonális események során egyedi zsákmánydobozokat kap a játékos, és csak azokból lehet megszerezni bizonyos szezonális jutalmakat. A szezonális jutalmakat meg is lehet vásárolni, igaz, a bármikor elérhető típusaiknál háromszor drágábban, és ha az eseménynek vége, attól fogva nem lehet megvenni.
Egyes jutalmakat a játék megvásárlásával illetve játékon belüli "eredmények" (achievement) megszerzésével lehet csak megszerezni. Nem kötődik közvetlenül a jutalmakhoz, de annak tekinthető a meccs utáni rövid filmbetétek egyik típusa, a Play of the Game; ez minden meccs után megjelenik, és a rendszer beépített algoritmusa választja ki a játékost és annak legjelentősebb mozzanatát. Ez nemcsak több ellenséges hős gyors egymásutáni megölése, hanem a meccs kimenetelét megfordító támogatás vagy egyes játékosok megmentése is lehet.